# Dolmen de la Tamanie
Le dolmen de la Tamanie est un dolmen situé sur la commune d'Oradour-sur-Vayres, dans le département français de la Haute-Vienne.

## Protection
Le dolmen a été fouillé au XIXe siècle par F. Vandermarcq alors qu'il était déjà écroulé. Il est classé au titre des monuments historiques le 14 juin 1971. Il a été fouillé et restauré en 1980.

## Description
C'est un dolmen simple de petite dimension. La taille de l'unique table de couverture encore visible, qui est totalement disproportionnée par rapport à des dalles supports, laisse supposer qu'une partie de la couverture a disparu. La chambre était probablement délimitée par des murets en pierre sur ses côtés est et ouest. Des traces de pavage ont été découvertes sous le pilier nord qui s'était écroulé. Les dalles sont en gneiss de type leptynite dont le gisement le plus proche est situé à environ 1 km.

## Matériel archéologique
La céramique recueillie lors de fouilles se limite à une cinquantaine de tessons de céramique de petite dimension et fortement altérés, et à un tesson à décor de cannelures horizontales. Le matériel lithique se compose de cinq éclats de débitage, d'une armature de flèche tranchante et d'une armature à pédoncule et ailerons. Ce matériel est attribuable au Néolithique final-Chalcolithique et pourrait, en raison du contexte local, être rattaché à l'Artenacien.